# Cixius punctulata
Cixius punctulata är en insektsart som beskrevs av Maximilian Spinola 1852. Cixius punctulata ingår i släktet Cixius och familjen kilstritar. Inga underarter finns listade i Catalogue of Life.